# Manel Bosch
Manel Bosch Bifet (Lleida, 19 settembre 1967) è un ex cestista spagnolo.

## Carriera
Con la Spagna ha disputato i Campionati mondiali del 1990 e i Campionati europei del 1991.

## Palmarès
- Campionato spagnolo: 2

Barcellona: 1995-96, 1996-97
- Liga catalana: 2

Barcellona: 1995
Lleida: 2002